# Риста Ђусић
Риста Ђусић (1828-1883), земљорадник и народни посланик из села Мерџелата, погубљен због учешћа у Тимочкој буни.

## Биографија
Риста Ђусић био је имућан земљорадник из села Мерџелата, у сврљишком срезу. У Првом српско-турском рату служио је као водник, а у Другом као народни командир у сврљишком батаљону II класе. После рата прикључио се радикалском покрету у Србији, и од 1880. више пута је биран за народног посланика сврљишког среза. Његова популарност у срезу била је толика, да је биран за посланика једногласно, акламацијом, без и једног гласа за владине кандидате. Од 1881. био је председник среског одбора Народне радикалне странке у Дервену.

### Тимочка буна
У Тимочкој буни био је председник Привременог извршног одбора за сврљишки срез у Дервену и управљао је устанком у том крају заједно са Петром Милошевићем. Био је присутан у бици на Грамади, али се није борио.

### Суђење
На суђењу је порицао било какву одговорност за буну, тврдећи да је био натеран да се придружи устаницима, и сваљивао је сву одговорност на командира Петра Милошевића. Заузврат, Милошевић је признао своју кривицу, али је тврдио да је Ђусић у свему био равноправни вођа устанка.

### Смрт
Погубљен је заједно са Љубом Дидићем и Петром Милошевићем. По мемоарима Драгутина Илића, на погубљење је дошао пијан, са свећом и флашом ракије у рукама. Док су Дидић и Милошевић били потиштени и исповедали се присутном свештенику, Ђусић се држао пркосно и на сав глас је претио присутним судијама и чуварима јавне безбедности у стрељачком воду, тврдећи да ће доћи радикалско време и да ће их стићи освета. За разлику од својих другова, Ђусић је одбио повез преко очију, а последње речи биле су му да ће сви напредњаци завршити на бајонетима радикала.